# St. Ursula (Geismar)

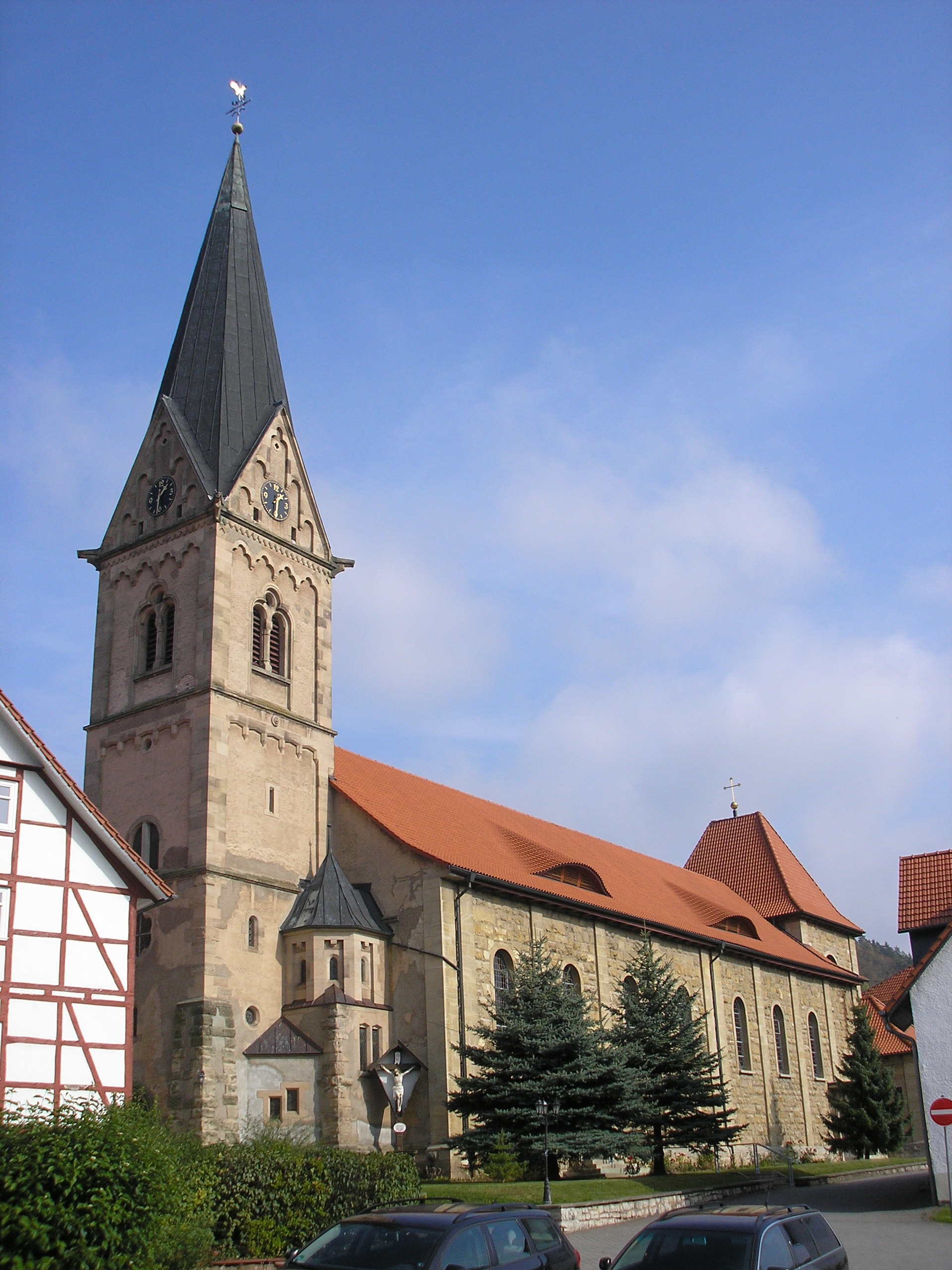
Kirche St. Ursula

Die römisch-katholische Pfarrkirche St. Ursula steht in Geismar im thüringischen Landkreis Eichsfeld. Sie ist die Pfarrkirche der Pfarrei St. Ursula Geismar im Dekanat Dingelstädt des Bistums Erfurt. Sie trägt das Patrozinium der heiligen Ursula von Köln.

## Pfarrei
Zur Pfarrei gehören die Kirchorte: St. Stephanus Döringsdorf, St. Aloysius Großtöpfer, St. Martin Kella, St. Bartholomäus Pfaffschwende, St. Simon und Judas Sickerode, St. Michael Volkerode und St. Maria Magdalena Wilbich.

## Geschichte
Die Geschichte der Kirche von Geismar geht zurück auf die Zeit des heiligen Bonifatius. Nach alter Überlieferung habe Bonifatius im Jahre 724 auf dem Hülfensberg, auf dem sich vorher eine heidnische Kultstätte befand, eine Kapelle errichtet, die bis ca. 1200 als Kirche diente. Um 1220 wird eine erste Kirche in Geismar selbst erbaut und unter das Patronat der heiligen Ursula gestellt, die sich zu jener Zeit großer Verehrung erfreute. In einer Urkunde des Papstes Clemens V. wurde sie erstmals 1306 als Pfarrkirche erwähnt. Im Kirchenbuch von Geismar wird über den Bau der Kirche 1735 berichtet. Ein Großbrand zerstörte 1825 den Ort und die Kirche. Die niedergebrannte Kirche wurde als Bau mit vier Achsen wieder aufgebaut und 1827 erneut eingeweiht. Dieser Bau ist danach in mehreren Bauabschnitten ergänzt und erneuert worden. Das Patrozinium St. Ursula und Gefährtinnen wurde vom Vorgängerbau übernommen. Der Glockenturm wurde erst nach den Plänen des Wiesbadener Architekten Fritz Leukart 1907/1908 errichtet. Ein Erweiterungsbau erfolgte in den Jahren 1950 bis 1952, der am 8. Dezember 1952 eingeweiht wurde.

## Architektur
Die über sieben Achsen langgestreckte neuromanische Saalkirche hat im Westen einen Glockenturm und im Osten einen Chorturm. In der Ecke von Langhaus und Glockenturm befindet sich ein Treppenturm. Das 1907/1908 errichtete Langhaus wurde nach 1950 durch einen mit einem Satteldach mit Fledermausgauben bedeckten Neubau ersetzt. Chorturm und Sakristei wurden zeitgleich neu errichtet. Die steinsichtigen Außenfronten sind durch rundbogige Fenster und Lisenen gegliedert. Der westliche Glockenturm ist dreistufig von Gesimsen unterteilt und mit Lisenen versehen. Bedeckt ist er mit einem hohen oktogonalen Spitzhelm mit vorgestellten Dreiecksgiebeln, in denen sich die Turmuhren befinden. Bevor der Glockenturm fertig war, hingen die Glocken in einem freistehenden Glockenstuhl außerhalb der Kirche. Der östliche Chorturm hat einfache Formen und trägt ein Walmdach. An ihn ist seitlich die Sakristei angegliedert.

## Ausstattung
Die Flachdecke des Innenraums wurde 1957 durch Joseph Richwien mit der Ursulalegende ausgemalt. Die Altarwand von 1700, die den ursprünglichen Altarraum vom übrigen Kirchengebäude abtrennte, ist nicht mehr vorhanden. Der barocke Hochaltar hat gedrehte Säulen vor marmorierten Blenden. In der Mitte befindet sich eine vollplastische Kreuzigungsgruppe, zu beiden Seiten grau polychromierte und vergoldete Skulpturen der Heiligen Bernhard von Clairvaux, Simon Petrus, Paulus von Tarsus und Benedikt II. mit dem Arma Christi. In der oberen Zone befindet sich ein Gemälde über Pfingsten, flankiert von Heiligenfiguren. Als Gesprenge sind Zeichen der Trinität und Engel ausgeführt. Er stammt wie der links vom Chorbogen stehende Nebenaltar von 1694 und die um 1700 geschaffene, auf einer  Konsole stehende Kanzel und ihr Schalldeckel aus dem Kloster Teistungenburg. Im Nebenaltar befindet sich eine Nische mit einer Pietà, darüber Maria mit dem Kind.

## Orgel
Die Orgel mit 33 Registern in neobarocker Disposition, verteilt auf drei Manuale und Pedal, wurde unter Verwendung von Teilen der Vorgängerorgel in der Orgelbauwerkstatt Wilhelm Rühlmann von Gerhard Kühn gebaut und 1966 von Johannes Motz Orgelbau saniert.